# 史晨碑

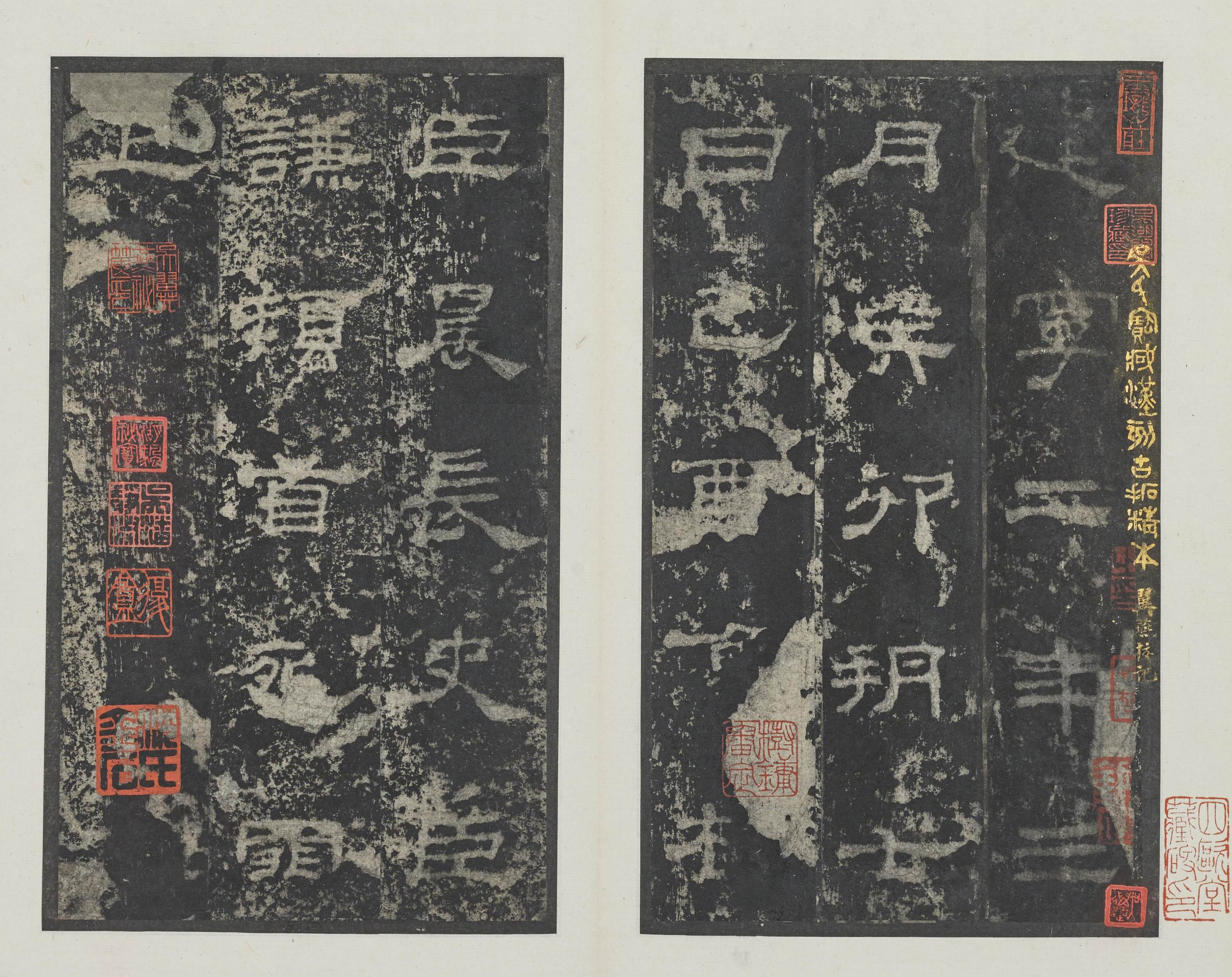
史晨碑明拓本

史晨碑是中国东汉时期的隶书碑刻，现存山东曲阜孔庙。这方碑刻前後兩面都刻有文字，但不是同一时间所刻：前面刻于东汉建宁二年（公元169年），全称《汉鲁相史晨奏祀孔子庙碑》，也简称《史晨前碑》。后面刻于建宁元年（公元168年），全称《汉鲁相史晨飨孔庙碑》，也简称《史晨后碑》。

## 碑文
古人以南面为碑文的前面，所以虽然《汉鲁相史晨奏祀孔子庙碑》刻勒的时间在后，也被称为“前碑”。“前碑”记录的是东汉鲁相史晨奏请祭祀孔庙之事，后碑记录的是史晨祭祀孔庙和飨礼的盛况。前后碑书法风格一致，一般认为是出自同一个人之手，传说为蔡邕所书。

## 特点
清朝朱彝尊在《跋汉华山碑》中把汉隶按风格分成三种类型：方正、流丽、奇古。《史晨碑》属于方正一路，是汉隶向成熟、规范发展的典范之作，很适合作为初学隶书者的入门范本。
历来对《史晨碑》的评价很高，例如：
- 明朝郭宗昌谓其“分法复尔雅超逸，可为百代模楷，亦非后世可及。”
- 清朝万经《分隶偶存》说：“修饬紧密，矩度森然，如程不识之师，步伍整齐，凛不可犯，其品格当在《卒史》（即《乙瑛碑》）、《韩勑》（即《礼器碑》）之右。”方朔《枕经金石跋》说：“书法则肃括宏深，沉古遒厚，结构与意度皆备，洵为庙堂之品，八分正宗也。”杨守敬《平碑记》说：“昔人谓汉隶不皆佳，而一种古厚之气自不可及，此种是也。”

## 外部連結
- 《史晨碑》临习指导